# Педише
Педише (на сръбски: Педише) е село в Босна и Херцеговина, разположено в община Соколац, в ентитета на Република Сръбска. Населението му според преброяването през 2013 г. е 83 души, от тях: 51 (61,44 %) сърби, 30 (36,14 %) бошняци, 1 (1,20 %) хърватин, 1 (1,20 %) македонец.

## Население
Численост на населението според преброяванията през годините:
- 1961 – 281 души
- 1971 – 234 души
- 1981 – 201 души
- 1991 – 215 души
- 2013 – 83 души